# Erich Siebert
Erich Siebert   (Bad Kreuznach, 7 de maig de 1910 - Unió Soviètica, 1947) va ser un lluitador alemany que va compaginar la lluita lliure i la lluita grecoromana durant la dècada de 1930.
El 1936 va prendre part en els Jocs Olímpics d'Estiu de Berlín, on guanyà la medalla de bronze en la competició del pes semipesant del programa de lluita lliure. En el seu palmarès també destaca una medalla de plata en el pes semipesant de lluita grecoromana al Campionat d'Europa de lluita de 1934, així com dos campionats nacionals de lluita grecoromana i un de lluita lliure.
Es va unir a les SS a principis del règim nazi i durant la Segona Guerra Mundial fou desplegat al gueto jueu de Litzmannstadt. Capturat pels soviètics al final de la guerra, va morir en un camp de presoners de guerra el 1947.